# Соколов, Владимир Дмитриевич (геолог)
Владимир Дмитриевич Соколов (13 [25] июля 1855, Лаптево, Тульская губерния — 28 февраля [13 марта] 1917, Москва) — русский учёный, геолог и гидрогеолог.

## Биография
Родился 13 (25) июля 1855 года в селе Лаптево Алексинского уезда Тульской губернии (по другим данным он родился 22 июля в Алексине) в дворянской семье отставного полковника.
В 1876 году с отличием окончил Тульскую губернскую гимназию, в 1880 году — естественное отделение физико-математического факультета Московского университета со степенью кандидата и серебряной медалью за сочинение «Современное учение о зоогеографии» (1880). Был оставлен при университете для подготовки к профессорскому званию. Ученик Г. Е. Щуровского.
Сразу после окончания университета стал преподавать в реальном училище И. И. Фидлера, на Лубянских женских курсах, в Мариинском женском институте и на «коллективных уроках» Общества воспитательниц и учительниц; позднее на Московских высшие женских курсах В. И. Герье.
В 1881 и 1883 годах работал в Горном Крыму, обследовал окрестности Симферополя, Феодосии, Судака. Из-за связи с народниками был лишён права на жительство в Москве, а в 1885 году — и в Крыму, а в 1889 году вместе с женой был арестован и на пять месяцев заключен в Бутырскую тюрьму, после чего был отдан под надзор полиции и временно был лишён права преподавания в учебных заведениях.
В 1887 году были напечатаны его первые научно-популярные сочинения: «Ледниковая эпоха» и «Новая теория горообразования». Затем он продолжил писать научно-популярные произведения: «Прошлое и настоящее Земли» (1890), «Чёрное море» (1891), «Земля в истории мироздания» (1892), «Пустыня» (1903) и др.
В 1895 году он вернулся в Москву и до конца жизни читал лекции по геологии и заведовал Геологическим кабинетом Императорского московского технического училища, был профессором и заведующим кабинетом геологии и палеонтологии Московских высших женских курсов. Некоторое время преподавал также в Московском сельскохозяйственном институте. В 1895—1900 годах был земским гидрогеологом Московской губернии.
Активно занимался общественной деятельностью — был председателем Комиссии по изучению причин жесткости мытищинской воды (1907—1912), председателем Учебного отдела и Комиссии по организации домашнего чтения при Московском обществе распространения технических знаний (1897—1907), организатором и председателем всероссийской «Лиги образования» (1905—1907). Также был членом редколлегии издательства И. Д. Сытина, сотрудничал с отделом геологии энциклопедического словаря Гранат. Член Московского общества испытателей природы с 1884 по 1917 годы, Почётный член этого общества с 1909 года.
Жил в Москве на Тверской улице и в Шереметевском переулке (д. 2).
Умер 28 февраля (13 марта) 1917 года в Москве. Похоронен на Новодевичьем кладбище.